# Yrjö Kokko

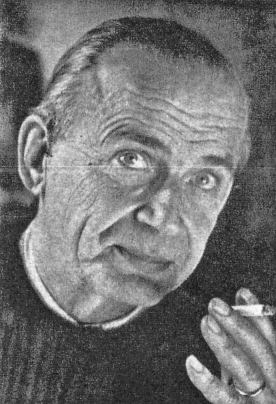
Yrjö Kokko år 1960.

Yrjö Olavi Samuli Kokko född den 16 oktober 1903 i Sordavala, död den 6 september 1977 i Helsingfors, var en finländsk veterinär och finskspråkig författare, som skrev naturskildringar från Lappland.

## Biografi
Kokko var son till en grosshandlare och tog examen från gymnasiet i Viborg 1923. Han studerade därefter till veterinär i Hannover, Tartu och Wien 1923–1930. Han arbetade sedan med flera uppdrag som veterinär och naturvårdare parallellt med sitt författarskap.
Kokko hade en omfattande litterär produktion och hans mest kända böcker är Jorden och Vingarna (1944; svensk översättning 1946, original Pessi ja Illusia) och Sångsvanens land (original Laulujoutsen). Han har också skrivit Israndens fågel (original Alli jäänreunan lintu), Skraktorpet och De fyra vindarnas väg, alla illustrerade med foton av författaren.
Han tilldelades Pro Finlandia-medaljen 1957.